# Portes-lès-Valence
Portes-lès-Valence è un comune francese di 9 578 abitanti situato nel dipartimento della Drôme della regione dell'Alvernia-Rodano-Alpi.

## Geografia fisica
Il comune si trova alla periferia sud della città di Valence, della cui agglomerazione urbana è parte.

## Società

### Evoluzione demografica
Abitanti censiti

## Amministrazione

### Gemellaggi
- Baronissi, dal 16 settembre 2006